# Łysinka
Łysinka – obszar przejaśnienia na hodowlach tkankowych lub bakteryjnych, powstający w wyniku lizy komórek, będącej skutkiem działania wirusów.
Ponieważ każda łysinka powstaje na skutek namnażania pojedynczego, wyjściowego wirionu, policzenie ilości łysinek umożliwia wyliczenie stężenia wirusów w roztworze (PFU). W związku z tym jest to termin analogiczny do kolonii bakteryjnej.